# Ludwig Haymann (Mediziner)
Ludwig Haymann (* 10. April 1877 in München; † 3. Mai 1962) war ein deutscher HNO-Arzt und Hochschullehrer in München.

## Leben
Haymann war Sohn des Hotelbesitzers K. Haymann. Er studierte an der Ludwig-Maximilians-Universität Medizin. Wie Ludwig Kastl wurde er 1898 im Corps Suevia München recipiert. Im Mai 1903 wurde er in München approbiert und zum Dr. med. promoviert. Zunächst war er Volontärassistent bei Otto von Bollinger in der Münchner Pathologie. 1904/05 diente er als Einjährig-Freiwilliger. 1905–1909 war er zur HNO-Ausbildung bei Oskar Brieger am Krankenhospital zu Allerheiligen in Breslau, zunächst als Assistent, dann als Sekundärarzt. Im November 1909 wechselte er an die Münchner HNO-Klinik. Bei Bernhard Heine wurde er nach kurzer Assistentenzeit Oberarzt. Bei ihm habilitierte er sich 1914. Im Ersten Weltkrieg war Haymann zunächst Truppenarzt, dann Leiter der HNO-Abteilung in einem Lazarett.
1921 erhielt er ein Extraordinariat. Den 1929 ergangenen Ruf der Universität Innsbruck lehnte er ab. Wegen Heines Erkrankung übernahm er 1927 die kommissarische Leitung der der Münchner Klinik. Als Wilhelm Brünings 1930 auf den Lehrstuhl gekommen war, widmete Haymann sich ganz seiner otologischen Arztpraxis. Durch eine Erbschaft vermögend geworden, rief er 1961 eine Stiftung zur Förderung des wissenschaftlichen HNO-Nachwuchses ins Leben. Der Preis (Ludwig-Haymann-Preis) wurde erstmals 1965 und zuletzt 2018 verliehen. Bei der Feier seines 80. Geburtstages im Hörsaal der Münchner HNO-Klinik sprachen Alexander Herrmann als gastgebender Klinikdirektor, der Prodekan Gustav Bodechtel, Josef Beck (Erlangen) als Vertreter der Heine Schüler, Theodor Hünermann (Düsseldorf) als Vertreter der Gesellschaft Deutscher Hals-Nasen-Ohren-Ärzte. Unter den Gratulanten des Corps waren Kastl und Fillibeck. In seinen letzten Jahren war Haymann durch eine Arthritis schwer gehbehindert.

## Ehrungen
- Ehrenmitglied der Gesellschaft Deutscher Hals-Nasen-Ohren-Ärzte (1949)